# Jahmill Flu
Jahmill Flu (Utrecht, 24 augustus 1988) is een Nederlandse voetballer die voor RBC Roosendaal en FC Volendam uitkwam. Flu speelt linksback. 